# 村山修一 (野球)
村山 修一（むらやま しゅういち、1952年 - ）は、東京都出身のアマチュア野球選手（外野手）。

## 経歴
立教高等学校では岡持和彦、坂口雅久の1年後輩。岡持の好投もあり1969年夏の甲子園県予選準決勝に進出するが、川越工に敗退。同年秋季関東大会県予選は準決勝で川口工に敗退。翌1970年夏も県予選準決勝に進むが、上尾高に延長12回サヨナラ負けを喫する。
立教大学へ進学。当時の立大は東京六大学野球リーグで低迷が続き、3位2回が最高成績であった。しかし長距離打者として知られ、通算12本塁打を記録。ベストナイン（外野手）に3回選出され、1974年の第3回日米大学野球選手権大会日本代表にも選出された。1年上のエース中村憲史朗（日本石油）とともに投打の中心としてチームを支える。
大学卒業後は日本石油に入社。1976年には右翼手の定位置を得て都市対抗などで活躍した。1980年に現役引退。